# Cyphochilus manipurensis
Cyphochilus manipurensis är en skalbaggsart som beskrevs av Nonfried 1893. Cyphochilus manipurensis ingår i släktet Cyphochilus och familjen Melolonthidae. Inga underarter finns listade i Catalogue of Life.